# The Prince of Headwaiters
The Prince of Headwaiters is een Amerikaanse dramafilm uit 1927 onder regie van John Francis Dillon. 

## Verhaal
De eerste kelner van het Hôtel Ritz in Parijs ontdekt dat zijn zoon wordt afgeperst door Mae Morin. Hij wil hier een einde aan maken.

## Rolverdeling
| Acteur           | Personage |
| ---------------- | --------- |
| Lewis Stone      |           |
| Priscilla Bonner |           |
| E. J. Ratcliffe  |           |
| Lilyan Tashman   | Mae Morin |
| John Patrick     |           |
| Robert Agnew     |           |
| Ann Rork         |           |
| Cleve Moore      |           |
| Dick Folkens     |           |
| Lincoln Stedman  |           |
| Cecille Evans    |           |
| Marion McDonald  |           |
| Nita Cavalier    |           |